# Екзаменаційний юань

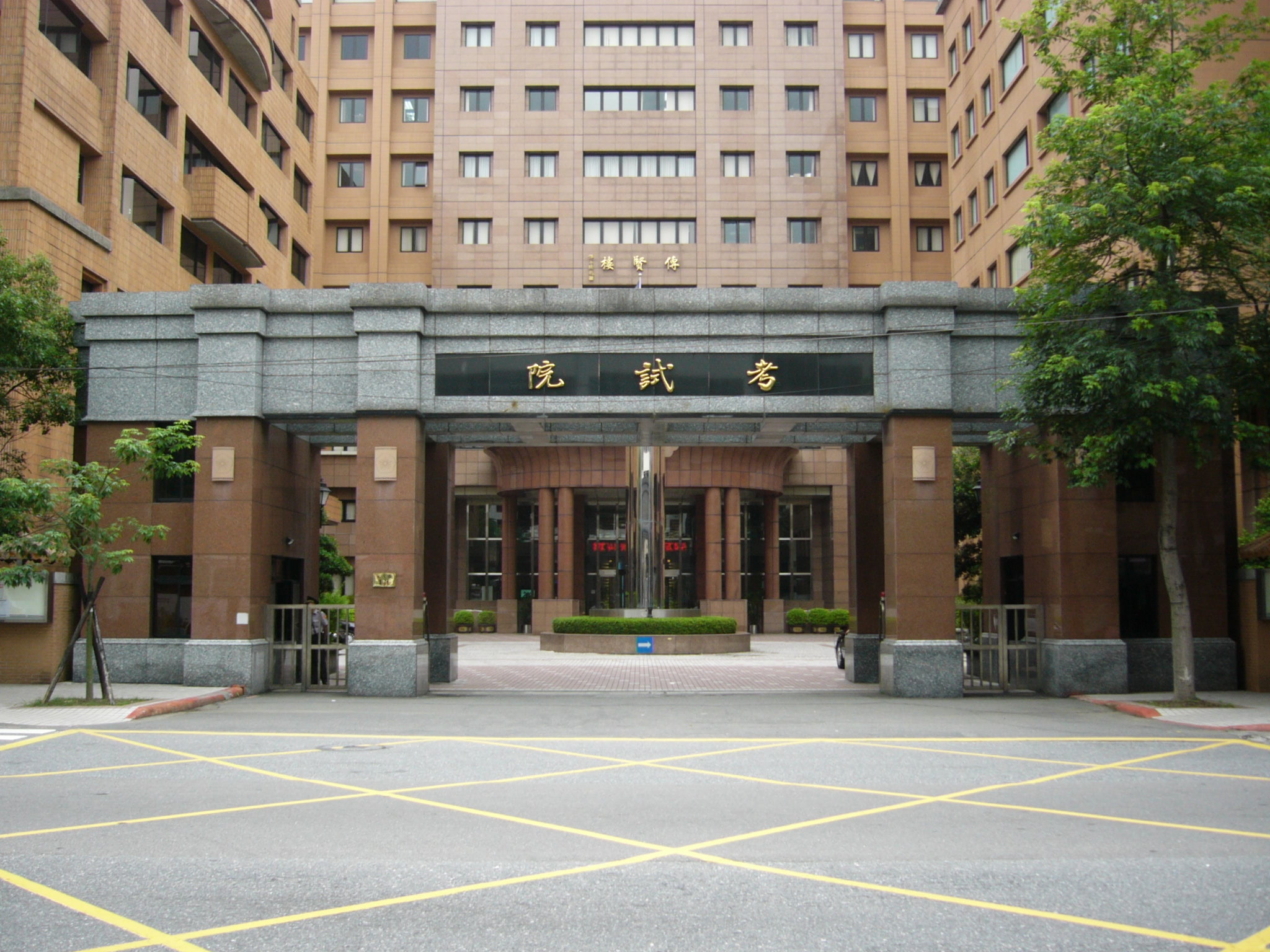
Експертизний юань

Екзаменаційний юань (кит.: 考試院, Kǎoshì Yuàn) — службовий орган в Республіці Китай (Тайвань).
Утворений китайськими націоналістами на початку XX століття, заснований на системі імперських іспитів, котрі використовували в давньому Китаї.